# Movimento pró-nuclear
Existem grandes diferenças na compreensão das pessoas sobre as questões relacionadas à energia nuclear, incluindo a própria tecnologia para produção dessa energia, mudanças climáticas e a segurança energética. Os defensores dessa energia declaram que ela é uma fonte de energia sustentável e que reduziria as emissões de gás carbônico e aumentaria a segurança energética e diminuindo a dependência de fontes de energia importadas. 
Os opositores da energia nuclear (ver: Movimento antinuclear) afirmam que ela representa uma enorme ameaça às pessoas e ao meio ambiente. Embora a energia nuclear tenha sofrido, historicamente, a oposição de muitas organizações ambientalistas, ela recebeu o apoio de muitas pessoas, inclusive de cientistas. 

## Contexto
O uso da energia nuclear continua a ser um tema altamente controverso no âmbito das políticas públicas. O debate sobre o uso da energia nuclear atingiu o seu auge nas décadas de 1970 e 1980, quando esse debate "atingiu uma intensidade sem precedentes na história das polêmicas tecnológicas", em alguns países. 
Os defensores da energia nuclear afirmam que a não causa poluição convencional do ar, gases de efeito estufa e poluição atmosférica, ao contrário de fontes de energia baseadas em combustíveis fósseis.  Eles argumentam que os riscos do armazenamento de resíduos nucleares seriam exagerados e afirmam que há um histórico de grande segurança operacional da energia nuclear no ocidente, um padrão excelente em comparação com outras categorias de usinas de energia. Historicamente, houve diversos defensores da energia nuclear, incluindo Georges Charpak, Glenn T. Seaborg, Edward Teller, Alvin M. Weinberg, Eugene Wigner, Ted Taylor e Jeff Eerkens. Há também cientistas que defendem o uso da energia nuclear numa perspectiva energética mais ampla, incluindo Robert B. Laughlin, Michael McElroy e Vaclav Smil. Em particular, Laughlin escreve em "Powering the Future" (2011) que a expansão do uso da energia nuclear será quase inevitável, seja em razão da escolha política de deixar os combustíveis fósseis no solo ou porque os combustíveis fósseis se esgotaram.

## Lobby e relações públicas
Mundialmente, há uma série de empresas com interesse na indústria nuclear, incluindo Areva, BHP Billiton, Cameco, Corporação de Energia Nuclear da China, EDF, Iberdrola, Corporação de Energia Nuclear da Índia, Ontario Power Generation, Companhia Estatal de Energia Nuclear (Rosatom) TEPCO e Vattenfall. Muitas dessas empresas buscam influenciar (lobby) políticos, outros indivíduos e instituições para se tornarem favoráveis ao uso da energia nuclear, através de atividades de relações públicas, fazem moções a autoridades governamentais e também influenciam políticas públicas por meio de campanhas em  referendos e em eleições.

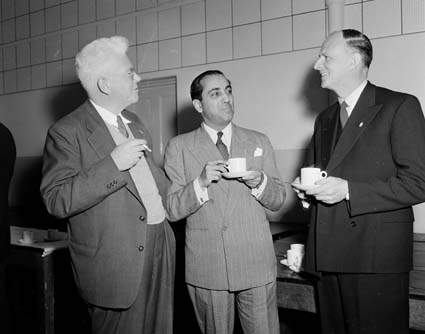
Durante um simpósio de dois sobre "Energia Atômica na Austrália" na Universidade de Tecnologia de New South Wales, em Sydney, que começou em 31 de agosto de 1954, os professores Marcus Oliphant (à esquerda), Homi Jehangir Bhabha (ao centro) e Philip Baxter, tomam chá em meio a uma conversa.

A indústria nuclear tem "buscado uma variedade de estratégias para incentivar o público a aceitar a energia nuclear", com diversas publicações  que discutem questões de interesse público. Os defensores da energia nuclear trabalham para aumentar o apoio público, através do oferecimento de projetos de reatores mais novos e mais seguros. Tais projetos incluem aqueles que usam técnica de segurança passiva e pequenos reatores modulares.
Desde o ano 2000, a indústria nuclear promoveu uma campanha internacional de mídia e lobby para promover o uso da energia nuclear como uma solução para o efeito estufa e para as mudanças climáticas. Embora o funcionamento dos reatores seja livre de emissões de dióxido de carbono, em outros estágios da cadeia de combustível nuclear há a emissão de dióxido de carbono.
O Instituto de Energia Nuclear (EUA) formou vários grupos para incentivar o uso da energia nuclear. Isso inclui a Coalizão de Energia Limpa e Segura, sediada em Washington, que foi formada em 2006 e liderada por Patrick Moore. Christine Todd Whitman, ex-chefe da Agência de Proteção Ambiental dos Estados Unidos também esteve envolvida. Clean Energy America é outro grupo também patrocinado pelo  Instituto de Energia Nuclear (EUA). 
Na Grã-Bretanha, James Lovelock, conhecido por sua hipótese de Gaia, deu seu apoio a energia nuclear no ano de 2004. Ele é o benfeitor do grupo Supporters of Nuclear Energy. Esse grupo também faz campanha contra a energia eólica. O principal grupo de lobby nuclear na Grã-Bretanha é o FORATOM .
Em 2014, a indústria nuclear dos Estados Unidos iniciou um novo esforço para influenciar o público, realizando a contratação de três ex-senadores (Evan Bayh, Judd Gregg e Spencer Abraham) e William M. Daley, ex-funcionário do governo Obama. A iniciativa chama-se "Nuclear Matters" e deu início a uma campanha publicitária em jornais. 

## Organizações favoráveis ao uso da energia nuclear
Em março de 2017, um grupo bipartidário composto por oito senadores americanos, incluindo cinco republicanos e três democratas, apresentou a chamada "Lei de Inovação e Modernização de Energia Nuclear (NEIMA)" (Projeto do Senado n.º 512). A legislação ajudaria a modernizar a Comissão de Regulação Nuclear (NRC) e proporcionaria o avanço da indústria nuclear e desenvolveria a estrutura regulatória para permitir o licenciamento de reatores nucleares avançados, melhorando a eficiência da regulação sobre o urânio. Diversas cartas de apoio a esse projeto de lei foram apresentadas por mais de trinta e seis organizações, incluindo empresas com fins lucrativos, organizações sem fins lucrativos e instituições educacionais. As entidades mais importantes desse grupo pró-energia nuclear e outras organizações que apoiam ativamente o uso da energia nuclear como uma solução para o fornecimento de energia limpa e confiável incluem:
- Fundação Alvin Weinberg
- American Nuclear Society (ANS)
- Instituto Antropoceno
- Battelle Memorial Institute
- Breakthrough Institute
- Novo Mundo Brilhante
- Californianos pela Energia Nuclear Verde
- Sociedade Nuclear Canadense
- Associação Nuclear Canadense
- Centro para Soluções Climáticas e Energéticas (C2ES)
- Centro de Estudos Estratégicos e Internacionais
- Cidadãos pela Conscientização da Tecnologia Nuclear
- Força-Tarefa Clean Air
- Fundação ClearPath
- Coalizão do Clima
- Comitato Nucleare e Ragione
- Earth Institute
- Energia para a Humanidade
- Energy Reality Project
- Ambientalistas pela Energia Nuclear (EFN)
- Ambientalistas pela Energia Nuclear da Austrália
- Progresso Ambiental
- Fórum Atômico Europeu
- Verdes finlandeses para a ciência e tecnologia (Viite - Tieteen ja teknologian vihreät ry)
- FOTA4Clima
- Geração IV Fórum Internacional (GIF)
- Gen IV Nuclear Inc.
- Geração Atômica
- Iniciativa Nexus Global
- Verdes para energia nuclear
- Santa Sé
- Conselho Internacional de Sociedades Nucleares, que representa 36 sociedades nucleares nacionais de todo o mundo.
- Fundação Long Now
- Mães para nuclear
- Associação Nacional de Mineração
- Associação de Mineração do Novo México
- Geração Jovem Norte-americana em Energia Nuclear (NAYGN)
- O Instituto de Energia Nuclear, sendo o principal grupo de lobby para empresas que fazem trabalho nuclear nos EUA.
- Organização de Chefes de Departamento de Engenharia Nuclear
- Nuclear para Net Zero
- Fundação de Amigos Nucleares
- Aliança de Inovação Nuclear
- Instituto Nuclear (Anteriormente, Sociedade Britânica de Energia Nuclear (BNES) e a Instituição de Engenheiros Nucleares (INucE), representando profissionais nucleares no Reino Unido )
- Nuclear Matters
- Nuklearia e. V.
- Parceria para Segurança Global
- Terceira via
- Thorium Energy Alliance é uma associação que estuda e defende projetos de reatores avançados.
- Câmara de Comércio dos EUA, Global Energy Institute
- Conselho de Infraestrutura Nuclear dos EUA
- Les voix du nucléaire, França
- Women in Nuclear
- A Associação Nuclear Mundial é o único órgão comercial global.
- Wyoming Mining Association

Estima-se que cerca de 19% da energia produzida nos Estados Unidos seja nuclear. Acima de 60% de toda a energia limpa gerada nos Estados Unidos é nuclear. Pesquisas mostram que o fechamento de uma usina nuclear resulta num grande aumento nas emissões gás carbônico, já que somente com a queima de muito carvão ou gás natural seria possível compensar o fechamento de uma usina nuclear. Mesmo com os protestos, o efeito de estudos de longo prazo ocasionou o aumento da segurança na produção de energia nuclear, tornando-a a mais segura forma de produção de energia em operação hoje, ainda que temida por muitos. As usinas nucleares criam milhares de empregos, nas áreas de saúde e segurança, e dificilmente enfrentem reclamações de  moradores que residam nas proximidades das usinas, pois geram grande atividade econômica no local, atraem funcionários qualificados e deixam o ar mais limpo e seguro, ao contrário de usinas de petróleo, carvão ou gás que causam doenças e danos ambientais aos seus trabalhadores e vizinhos. Os engenheiros nucleares têm tradicionalmente trabalhado, direta ou indiretamente, na indústria de energia nuclear, nas universidades ou em laboratórios nacionais do departamento de energia dos Estados Unidos da América. Mais recentemente, jovens engenheiros nucleares buscam inovar e criam empresas, tornando-se empreendedores que buscam promover o uso da energia nuclear e enfrentar a crise climática. Em junho de 2015, a Third Way (Think tank de políticas públicas, sediado em Washington, defensor de ideias da chamada "terceira via política") lançou um relatório identificando 48 start-ups ou projetos nucleares organizados para promover inovações em projetos "nucleares avançados". A pesquisa atual na indústria é direcionada à produção de projetos de reatores econômicos e resistentes à proliferação com recursos de segurança passiva (ver: Reator de tório). Embora os laboratórios governamentais pesquisem as mesmas áreas da indústria, eles também estudam uma miríade de outras questões, como combustíveis nucleares e ciclos de combustível nuclear, projetos de reatores avançados e projeto e manutenção de armas nucleares. Um caminho principal para pessoal treinado para instalações de reatores dos EUA é o Programa de Energia Nuclear da Marinha. As perspectivas de empregos para a engenharia nuclear de 2012 a 2022 devem crescer 9% devido à aposentadoria de muitos engenheiros nucleares mais velhos, à necessidade de atualização dos sistemas de segurança nas usinas de energia e aos avanços feitos na medicina nuclear.

## Indivíduos apoiando o uso da energia nuclear
Muitas pessoas, incluindo ex-opositores ao uso da energia nuclear, agora dizem que o uso da energia nuclear seria necessária para reduzir as emissões de dióxido de carbono. Eles reconhecem que os riscos originados das mudanças climáticas para a humanidade são muito piores do que quaisquer riscos associados ao uso da energia nuclear. Muitos desses apoiadores do uso da energia nuclear, mas não todos, reconhecem que o uso das energias renováveis  também é importante. Os primeiros ambientalistas que expressaram publicamente o apoio à energia nuclear incluem James Lovelock, criador da Hipótese Gaia, Patrick Moore, um dos primeiros membros do Greenpeace e ex-presidente do Greenpeace Canadá, George Monbiot e Stewart Brand, criador do Whole Earth Catalog. Lovelock buscou refutar as afirmações sobre os riscos associados ao uso da energia nuclear e os resíduos radioativos. Numa entrevista de janeiro de 2008, Moore disse que "Só depois que deixei o Greenpeace, foi quando comecei a repensar a questão da mudança climática e das políticas energéticas, em geral, e percebi que estava incorreto em minha análise de que o uso da energia nuclear seria sendo algum tipo de conspiração maligna. "Há um número crescente de cientistas e leigos (ambientalistas) com opiniões que se diferenciam das perspectivas ambientalista dominantes, que rejeitam o uso da energia nuclear na luta contra as mudanças climáticas (antes chamados de "Verdes nucleares", atualmente se denominam de "ecomodernistas" ). Alguns deles incluem:

### Cientistas

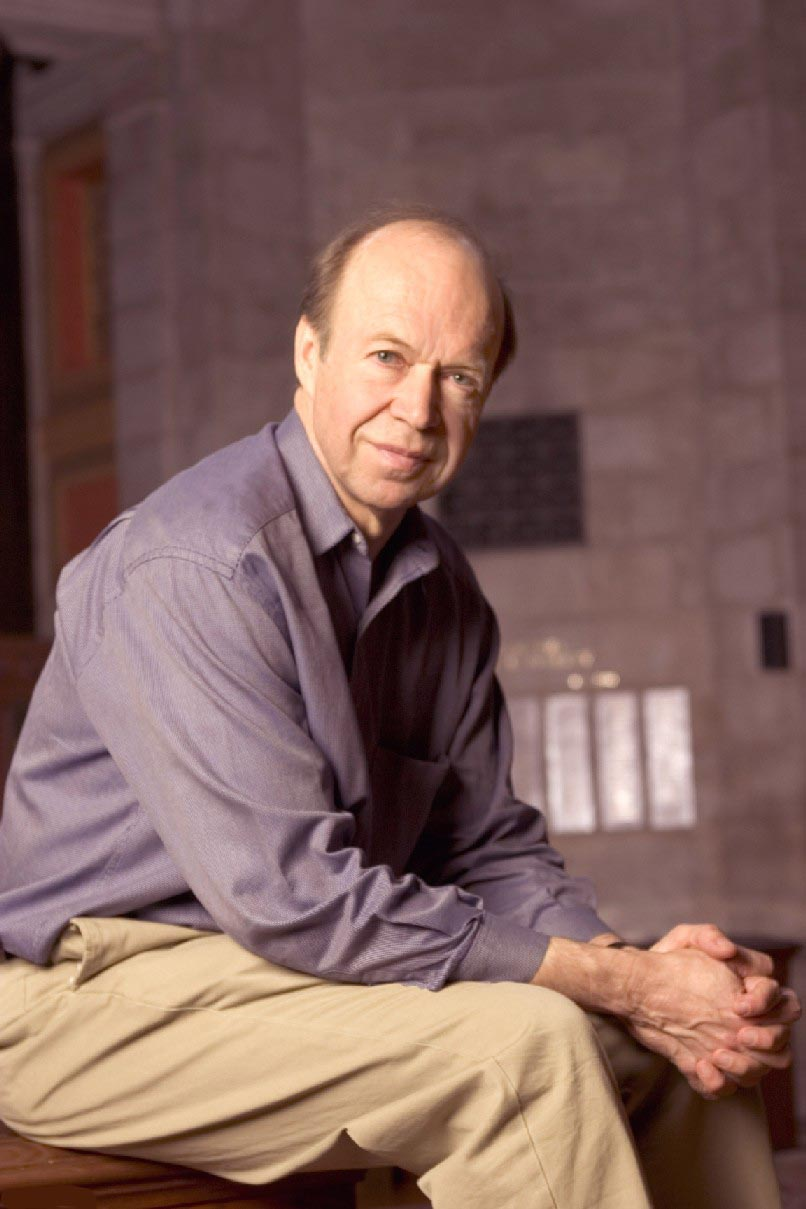
James Edward Hansen

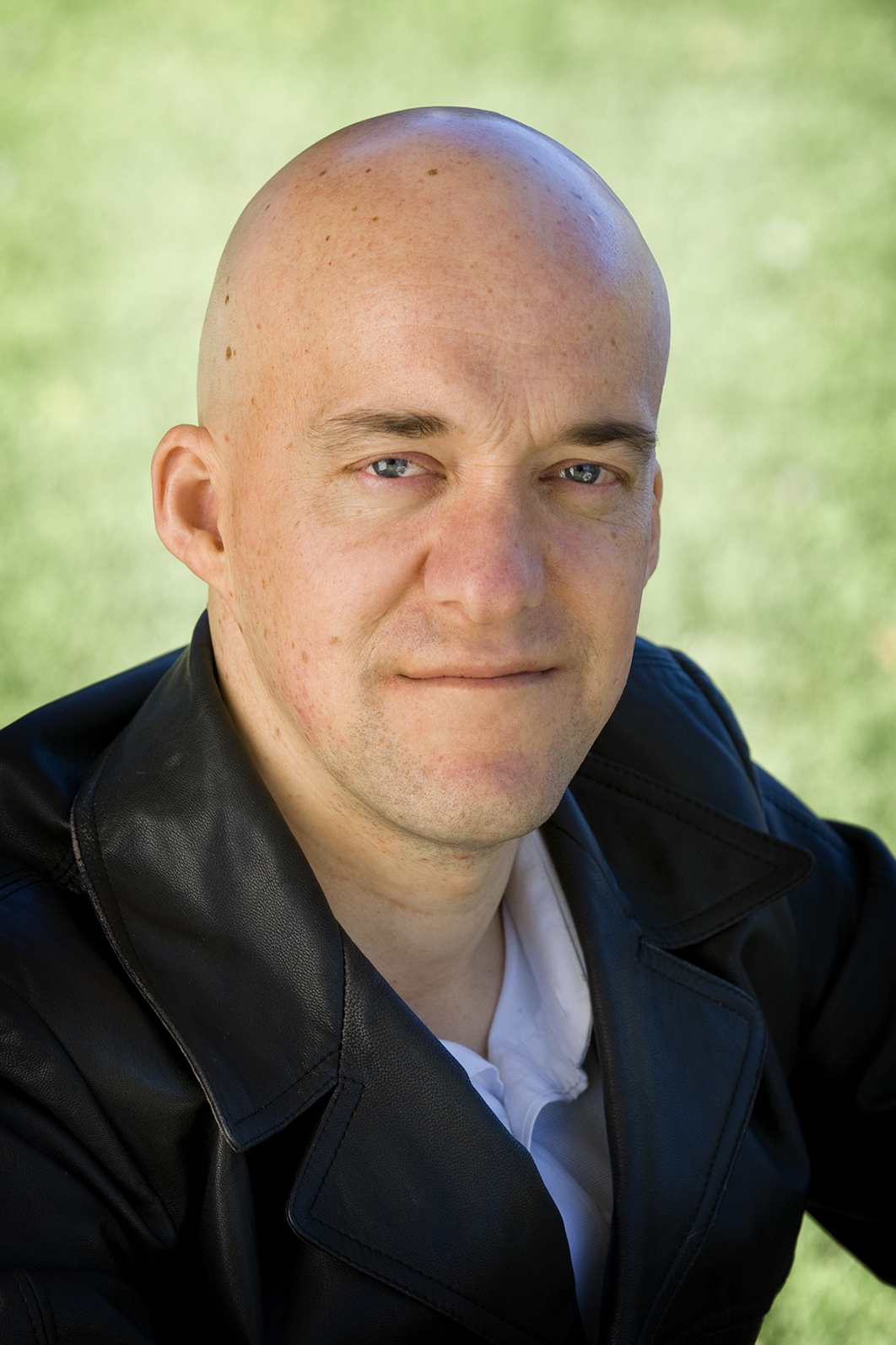
Prof. Barry W. Brook

- Wade Allison, Membro Emérito do Keble College, Oxford. Autor do livro "Radiation and Reason, Nuclear is for Life" (Radiação e razão, Nuclear é para toda a vida").
- Hans Blix, Diretor Geral Emérito da Agência Internacional de Energia Atómica.
- Professora Geraldine Thomas, Escola Imperial de Patologia Molecular.
- Professor Ian Fells.
- Pascale Braconnot, Cientista do Clima, Laboratório de Ciências do Clima e do Meio Ambiente / Instituto Pierre Simon Laplace (França), autor principal do Quarto Relatório de Avaliação do Painel Intergovernamental sobre Mudanças Climáticas e do Quinto Relatório de Avaliação.
- Francois-Marie Breon, Pesquisador do Clima, Laboratório de Ciências do Clima e do Meio Ambiente / Instituto Pierre Simon Laplace (França), autor principal do "Quinto Relatório de Avaliação do Painel Intergovernamental sobre Mudanças Climáticas".
- Ben Britton, Ph.D., Diretor Adjunto do Centro de Engenharia Nuclear, Imperial College London
- Ken Caldeira, professor da Stanford University.
- Stephen Chu, ex-secretário de Energia dos EUA, ex-presidente da Comissão Federal de Regulação de Energia.
- David Dudgeon, Presidente de Ecologia e Biodiversidade, Escola de Ciências Biológicas, Universidade de Hong Kong, China.
- Erle C. Ellis, Ph.D., professor, Geografia e Sistemas Ambientais, Universidade de Maryland.
- Kerry Emanuel, Professor de Ciências Atmosféricas, Instituto de Tecnologia de Massachusetts (MIT).
- Martin Freer, Professor, Chefe de Física e Astronomia, Universidade de  Birmingham, Diretor do Instituto de Energia de Birmingham (BEI).
- Richard Garwin, físico norte-americano.
- James Hansen  Diretor do Programa de Ciência, Conscientização e Soluções Climáticas e Instituto da Terra, Universidade de Columbia.
- David Keith.
- Andrew Klein, Ex-Presidente da Associação Nuclear Americana. Marilyn Kray, presidente, Associação Nuclear Americana.
- James Lovelock.[3]
- David JC MacKay (também autor e ex-conselheiro científico-chefe do Departamento de Energia e do Mudanças Climáticas dos EUA).
- Michael McElroy.
- Elizabeth Muller, fundadora e diretora-executiva, da Berkeley Earth.
- Richard Muller, Professor de Física, UC Berkeley, Cofundador, Berkeley Earth.
- Ernest Moniz, ex-secretário de Energia dos EUA.
- James Orr, Cientista do Clima, Laboratório de Ciências do Clima e do Meio Ambiente / Instituto Pierre Simon Laplace (França).
- Didier Paillard, Cientista do Clima, Laboratório de Ciências do Clima e do Meio Ambiente / Instituto Pierre Simon Laplace (França).
- Per Peterson, professor de engenharia nuclear.
- Peter H. Raven, presidente emérito, Jardim Botânico do Missouri. Vencedor da Medalha Nacional de Ciência, 2001.
- Paul Robbins, Diretor, Instituto  para Estudos Climáticos, Universidade de Wisconsin-Madison.
- Didier Roche, Cientista do Clima, Laboratório de Ciências do Clima e do Meio Ambiente / Instituto Pierre Simon Laplace (França).
- Carlo Rubbia, Prêmio Nobel de Física.
- Jeff Terry, professor de física, do Instituto de Tecnologia de Illinois.
- Myrto Tripathi, Diretor de Política Climática, Global Compact França
- Tom Wigley, cientista do clima da Universidade de Adelaide.